# Корнхаузер, Якуб
Якуб Корнхаузер (пол. Jakub Kornhauser, род. 16 января 1984, Краков) — польский поэт, переводчик, эссеист, редактор, литературовед, педагог. Преподаватель Ягеллонского университета. Кандидат гуманитарных наук. Доктор философии по литературоведению (2014).

## Биография
Родился в семье Юлиана Корнхаузера, известного польско-еврейского писателя, переводчика и литературного критика. Мать Якуба, Алиция Войны-Корнхаузер, по образованию полонистка. Сестра — Агата Дуда, бывшая первая леди Польши, жена 10-го президента Польши Анджея Дуды.
Окончил филологический факультет Ягеллонского университета. В 2014 году защитил докторскую диссертацию на тему «Статус предмета в поэзии европейского сюрреализма». Работал адъюнктом в Институте романской филологии при Ягеллонском университете и в авангардн-исследовательском центре на факультете польских исследований при Ягеллонском университете, соучредителем которого является.
Занимается, среди прочего, вопросами теории и истории авангардных движений XX-го века, уделяя особое внимание сюрреализму и поэзии в романских странах, а также французской литературе XX-го века и культуре Румынии и Молдавии, а также экспериментальной литературой, современной поэзией и культурой Центральной Европы и романских стран.
Заместитель главного редактора научного журнала Romanica Cracoviensia. В 2015—2016 годах был членом редакции «Literatura na Świecie». В 2015—2017 годах редактировал журнал Nowa Dekada Krakowska. Член правления Краковского литературного фонда. В издательстве Ягеллонского университета возглавляет выпуск серий Литературного авангарда (с 2014). Инициатор и редактор серии «Румыния сегодня» в TAiWPN «Universitas», Краков .

## Избранные публикации
- Niebezpieczny paragraf (сборник стихов, 2007);
- Niejasne istnienia: (поэтическая проза, 2009);
- De la lettre aux belles-lettres: études dédiées à Regina Bochenek-Franczakowa (в соавт. 2012) ;
- Horyzonty wyobraźni: fantazja i fantastyczność we współczesnej kulturze (в соавт. 2012) ;
- Auteur, personnage, lecteur dans les lettres d’expression française (в соавт. 2014);
- Głuchy brudnopis. Antologia manifestów awangard Europy Środkowej (в соавт. 2014);
- Całkowita rewolucja. Status przedmiotów w poezji surrealizmu (монография, 2015);
- Drożdżownia (поэтическая проза, 2015);
- Autour du théâtre / Wokół teatru (в соавт. 2015);
- Awangarda i krytyka. Kraje Europy Środkowej i Wschodniej (в соавт. 2015);
- Rzeczy do nazwania. Wokół Kornhausera (в соавт. 2016);
- Awangarda. Strajki, zakłócenia, deformacje (монография, 2017);
- Le badaud et le regardeur (в соавт. 2017);
- Wolność krzepi (сборник эссе, 2018)

## Избранные переводы
Занимается переводами с романских языков.
- Głuchy brudnopis. Antologia manifestów awangard Europy Środkowej (2014)

## Награды
- Лауреат литературных премий (Поэтическая премия Виславы Шимборской)